# Wildcats de Northern Michigan
Les Wildcats de Northern Michigan (Northern Michigan Wildcats) est un club omnisports universitaire de l'université du Nord du Michigan, située à Marquette dans le Michigan aux États-Unis. Les équipes des Wildcats participent aux compétitions universitaires organisées par la National Collegiate Athletic Association.

## Hockey sur glace
L'équipe de hockey sur glace masculine fait partie de la conférence Central Collegiate Hockey Association, évoluant en division 1. Elle fut championne nationale NCAA à une occasion, soit en 1991.